# Gare de Mouans-Sartoux
Gare de Mouans-Sartoux vasútállomás Franciaországban, Mouans-Sartoux településen.

## Vasútvonalak
Az állomást az alábbi vasútvonalak érintik:
- Cannes-la-Bocca–Grasse-vasútvonal

## Kapcsolódó állomások
A vasútállomáshoz az alábbi állomások vannak a legközelebb:
- Gare de Ranguin
- Gare de Grasse